# كايسا كولين
كايسا كولين (بالفنلندية: Kaisa Collin)‏ هي لاعبة كرة قدم فنلندية، ولدت في 16 أبريل 1997. لعبت مع Eskilstuna United DFF ‏.

## وصلات خارجية
- كايسا كولين على موقع الاتحاد الأوربي (الإنجليزية)
- كايسا كولين على موقع اتحاد السويد (السويدية)
- كايسا كولين على موقع قاعدة بيانات كرة القدم.إي يو (الإنجليزية)
- كايسا كولين على موقع Soccerway.com (الإنجليزية)
- كايسا كولين على موقع عالم كرة القدم.نت (الإنجليزية)